# Gdański Dom Delikatesów w Poznaniu
Gdański Dom Delikatesów – luksusowy sklep delikatesowy, który działał w centrum Poznania w okresie międzywojennym przy ul. Ratajczaka 36. Właścicielem był Michał Rotnicki.
Sklep, jako pierwszy w Poznaniu, produkował i sprzedawał wyroby garmażeryjne, które można było nabyć na miejscu lub zamówić z dostawą pod wskazany adres. Ponadto można tu było dostać świeże artykuły luksusowe, m.in. oliwki, figi, trufle, ostrygi, krewetki i inne owoce morza. Duża część asortymentu sprowadzana była bezpośrednio z zagranicy. Delikatesy nie miały żadnych formalnych związków z Gdańskiem – właściciel nadał taką nazwę z pobudek patriotycznych, chcąc podkreślić polskość tego miasta.